# Ластівка даурська
Ластівка даурська (Cecropis daurica) — невеликий птах родини ластівкових (Hirundinidae).

## Морфологічні ознаки

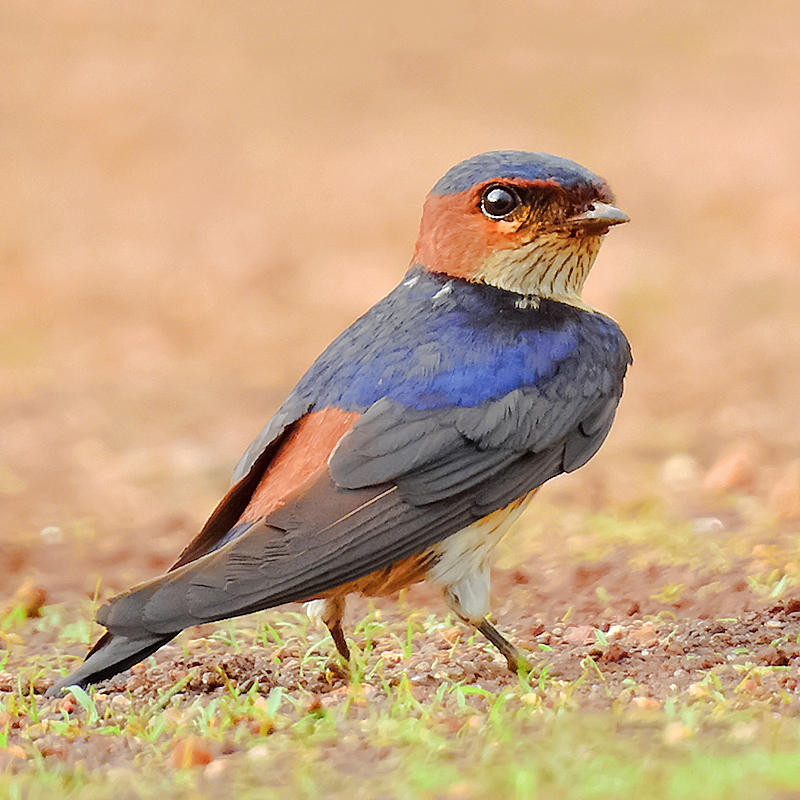
Дорослий птах

Маса тіла 18-21 г, довжина тіла біля 20 см. У дорослого птаха верх голови, спина і верх крил чорні, з синім металічним полиском; задня частина шиї і поперек руді; горло, воло і груди рудувато-вохристі, з чорними рисками; черево вохристе; надхвістя і підхвістя чорні; махові пера чорні; хвіст чорний, вилоподібний; дзьоб чорний; ноги чорно-бурі. У молодого птаха кольори оперення тьмяніші; задня частина шиї рудувата; поперек білий, з вохристим відтінком; хвіст коротший, злегка вилоподібний.
Від сільської ластівки відрізняється рудим (дорослий птах) або білим з вохристим відтінком (молодий птах) попереком і рудою задньою частиною шиї, а також чорним підхвістям і однотонно чорним кольором стернових пер.

## Поширення
Вид гніздиться у відкритих горбистих районах помірної Європи і Азії від Португалії до Японії та Індії і в тропічній Африці.
Індійські та африканські птахи осілі, тоді як європейські та інші азійські птахи міграторні. Вони зимують в Африці або Індії, а окремі особини долітають до острова Різдва і північної Австралії.
В Україні рідкісний залітний птах, трапляється в південних районах. Відмічено випадки гніздування у Криму.

## Гніздування

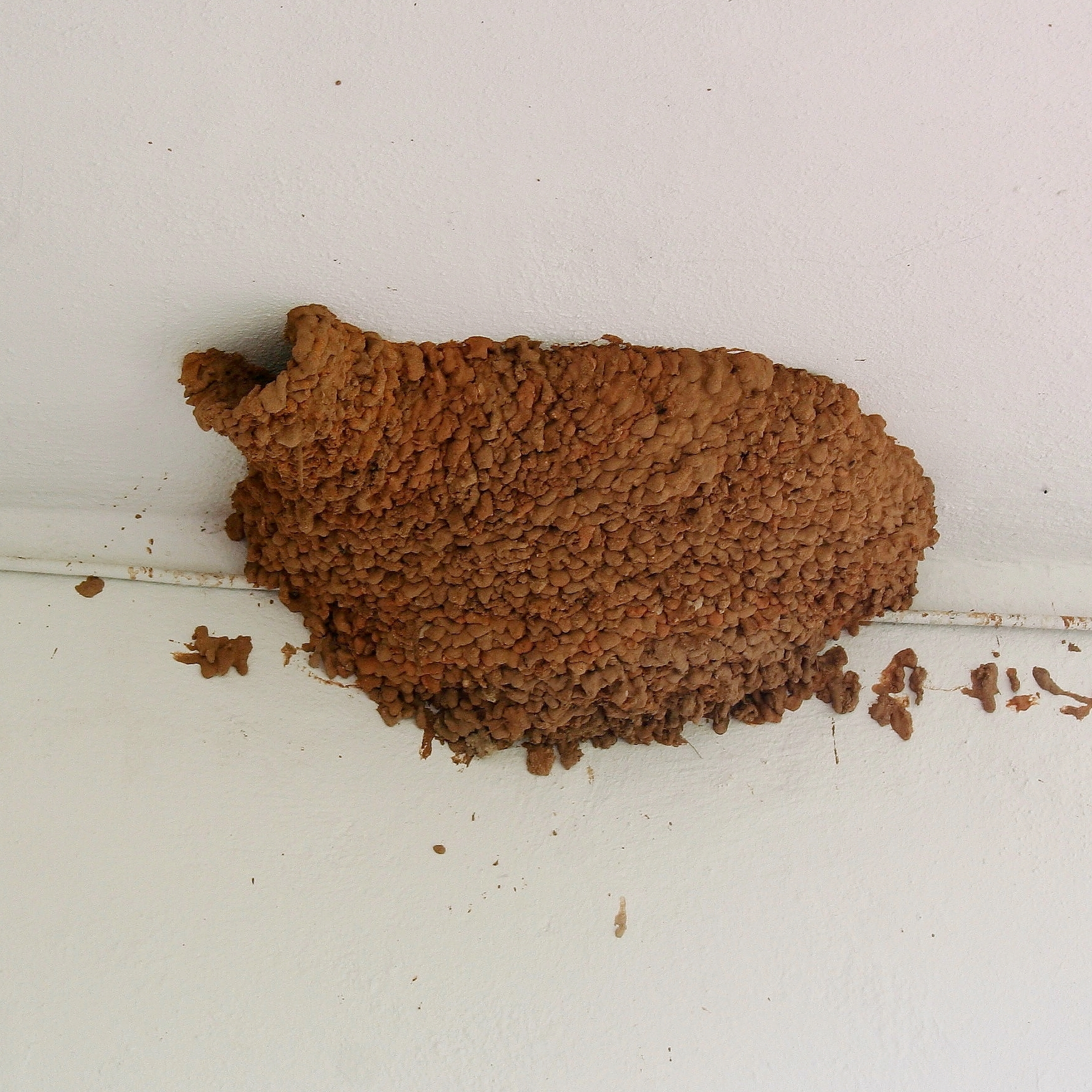
Гніздо

Яйця даурської ластівки в оологічній колекції

У природних умовах даурська ластівка влаштовує гнізда під схилами скель, обривів і в печерах, прикріплюючи їх як до кам'яних, так і до глиняних поверхонь. Гніздиться ця ластівка як у містах, так і в невеликих селищах, зводячи свої гнізда на кам'яних, цегляних і бетонних будівлях. Зазвичай тяжіє до водойм, наприклад біля річки або струмка. Будує сферичні гнізда з тунелем, що веде до входу, куди відкладають 3-6 яєць. Пташенята вилуплюються через 13-16 днів після відкладання останнього яйця. Їх вгодовують обоє батьків. Вилітають з гнізда на 24-26 день.
Зазвичай вони формують невеликі колонії та живуть зграями з кількох сотень у позашлюбний період.

## Живлення
За поведінкою даурська ластівка подібна до решти комахоїдних птахів, що ловлять здобич в польоті, таких як інші ластівки та серпокрильці. Основу раціону є двокрилі, перетинчастокрилі, а також павуки та бабки.